# Pseudleptomastix
Pseudleptomastix är ett släkte av steklar. Pseudleptomastix ingår i familjen sköldlussteklar.
Kladogram enligt Catalogue of Life:
| Pseudleptomastix | \| \| Pseudleptomastix abas \| \| \| \| \| \| Pseudleptomastix mexicana \| \| \| \| \| \| Pseudleptomastix squammulata \| \| \| \| \| \| Pseudleptomastix tertia \| \| \| \| |
|                  | \| \| Pseudleptomastix abas \| \| \| \| \| \| Pseudleptomastix mexicana \| \| \| \| \| \| Pseudleptomastix squammulata \| \| \| \| \| \| Pseudleptomastix tertia \| \| \| \| |
|                  | Pseudleptomastix abas |
|                  | |
|                  | Pseudleptomastix mexicana |
|                  | |
|                  | Pseudleptomastix squammulata |
|                  | |
|                  | Pseudleptomastix tertia |
|                  | |